# 昆都仑召
昆都仑召，清代赐名法禧寺，位于内蒙古自治区包头市昆都仑区的乌拉山脚下，是一座藏传佛教格鲁派寺院。

## 历史
昆都仑召的前身是“介布仁”小庙，遗址在今小黄庙以北，约在1687年兴建。清朝雍正七年（1729年），兴建小黄庙。小黄庙本名“吉日嘎朗图庙”（汉语意译为“造福寺”），面阔16米，进深23米（包沿）。小黄庙前为经堂，后为佛殿，经堂为藏式建筑，门楼带有歇山顶抱厦式建筑，佛殿为重檐歇山顶的汉式建筑。小黄庙的藏式方殿内设有两个后门，礼佛之后可从后门出殿。殿顶有藻井，平铺许多彩绘佛像，围墙通体为捣椒红泥和黄泥彩塑的万佛山（又称须弥山）。主台供奉藏传佛教四臂观音，两侧及上方是藏传佛教十八罗汉像。
昆都仑召是清代乌拉特中公旗的旗庙，直属清朝理藩院管辖。昆都仑召大规模建设竣工后，为迎接皇帝，将吉日嘎朗图庙涂成了黄颜色，此后得俗名“小黄庙”，成为皇亲以及各旗王爷礼佛之所。此后，乌拉特中公旗因受到乾隆帝关注，倾全旗之力修建该寺，共建设二十年，建成殿宇23座，喇嘛住房、加巴（后勤处）60多栋，白塔4座，形成了以朝克沁独贡（大雄宝殿）为中轴线，东、西活佛府对应，庚毗庙（位于阴山南麓110国道以北）在后，东临石门水、南临黄河的格局。
昆都仑召第一世东活佛甲木苏桑布是藏族，生活于清朝康雍乾年间，是昆都仑召创始人之一。康熙末年，他来到乌拉特中公旗传教，后又赴察哈尔的多伦大庙研习佛法。据传说，一日，乾隆帝到多伦大庙，经堂中为乾隆帝祈福的众喇嘛正诵读《甘珠尔》。乾隆帝走进经堂后，随众侍卫十分威严，领读喇嘛紧张而无法继续诵经。甲木森桑布随即声音洪亮地领读，将面前的五谷祀米都喷洒到供桌上。为此，他获得乾隆帝赏识，随后又进行斗禅试慧，乾隆帝当即授予其“绰尔济”学位，特别准许其可随时赴北京觐见皇帝，并可免行跪拜礼。甲木森桑布结束了在多伦大庙的学习后，便回到中公旗大规模兴建昆都仑召。其后，甲木苏桑布赴北京觐见乾隆帝时，向乾隆帝汇报了昆都仑召建设之盛况，获乾隆帝赐寺名“法禧寺”，并御赐膳召地数万亩，还为昆都仑召120名喇嘛核定薪俸。因该寺位于昆都仑河畔，故俗称“昆都仑召”。藏人甲木苏桑布建立昆都仑召後，被称为“东活佛”，“西活佛”则是一个蒙古人，因为建庙时贡献很大并且修行勇猛精进，由甲木苏桑布呈请乾隆帝御封的。
昆都仑召由东活佛、西活佛共同掌教。到21世纪初，东活佛已传至第七世，西活佛已传至第六世。两位活佛分别居住在昆都仑召的东、西活佛府，可能由此才分别俗称东活佛和西活佛。昆都仑召的教务，是以拥有御赐却尔基学位的东活佛为主，西活佛为辅，但是西活佛府的规模却远大于东活佛府。
昆都仑召除藏文经卷外，还收藏有部分蒙古文经卷。每年农历六月十九日、二十二日举办嘛呢会。昆都仑召除修持佛法及举办法会外，还负责祭祀成吉思汗的胞弟哈布图哈萨尔，内有哈萨尔殿。昆都仑召祭祀哈萨尔的仪轨，已被内蒙古自治区列入内蒙古自治区级非物质文化遗产。
昆都仑内僧人以蒙古人居多。清朝，当地蒙古人游牧生活，没有固定的学校供孩子上学。昆都仑召乃承载了学校的功能。在藏传佛教的课程中，有五部学门，分别为声明、因名、医方明、工巧明、内明。昆都仑召有医院的功能，历代都出有名医，第六世西活佛达赖杰桑布便是知名医生。声明学包括语言文字及翻译，昆都仑召为当地各民族文化融合之所。在昆都仑召学习的中公旗蒙古人金巴道尔吉，曾在1846年至1849年著有《水晶鉴》一书，对民族团结及遏制蒙古各部战争发挥了作用。昆都仑召在清朝时，常住僧人1200多人，所以过去昆都仑召西侧一直有个大型集贸市场。
中华人民共和国成立后，1960年昆都仑召由乌拉特中旗划归乌拉特前旗管理，1965年又划归包头。划归包头之后，先属昆都仑区，后又改属包头市郊区（今九原区）。2008年6月30日，按照包头市人民政府制定的新区划，昆都仑召又归昆都仑区。2006年，昆都仑召被定为第四批内蒙古自治区文物保护单位。2019年10月7日公布为第八批全国重点文物保护单位。

## 建筑
昆都仑召原有殿宇27座，住房60多栋，占地面积160多亩。到21世纪初，昆都仑召留存的古建筑区占地面积148.8亩，庙前膳召地面积108亩，院墙内的文物保护区占地面积256.8亩；此外，喇嘛园子面积426.9亩；西侧的居民区占地357.9亩，东侧的铁路桥梁公司占地672.1亩，采砂及边隅之地109亩。铁路以里、昆河以西、泄洪渠以北的文化景区，可开发面积1822.7亩。昆都仑召以北的乌拉山南麓庚毗庙附近3公里范围，已在2007年被九原区确定为文保生态建设区。
昆都仑召的建筑大部分为藏式建筑。除小黄庙为汉藏结合式建筑外，东西两座活佛府的伙房等服侍人员住处，以及原朝克沁独贡西北侧的木质八角楼也有汉式风格。除小黄庙的外墙为青砖涂黄外，其余殿宇及房舍的墙体全是以特制白色浇淋物覆盖的土坯墙，最厚的墙体厚达1.7米。小黄庙后面，建有三座样式及规格完全相同的白塔。在朝克沁独贡的东南侧接近昆河之处，有一座比小黄庙后面的白塔高大许多的时轮金刚塔，据喇嘛说，此塔有镇水之功能。庚毗庙的位置与朝克沁独贡呈南北垂直。活佛修行及休息的府第建于两道自北向南延伸的小岭的上端分岔处，像在一双伸展着的手臂中，喇嘛称其为“佛手相拥”。昆都仑召所在的山沿东西两侧是洪水冲出的山间河道，河道中有一眼十多米深的古井，喇嘛称为“二龙戏珠”。庚毗庙正前方是两山之间的南北通道，站在庚毗庙向南望，黄河与包头市区尽收眼底。
- 朝克沁独贡：有明柱60根，八进81间，占地面积1161平方米。正门西侧彩绘四大天王等等。殿内有佛教故事壁画，供奉着释迦牟尼、多罗菩萨、宗喀巴塑像。天花板上绘有动物、龙凤、花草、大宝云纹等图案。[3]五当召的千佛殿位于一层，而昆都仑召供奉着1000尊宗喀巴铜像的千佛殿则设在朝克沁独贡的二层。[2]
- 东活佛府
- 西活佛府
- 吉日嘎朗图庙（小黄庙）
- 庚毗庙：是昆都仑召最北面的一座庙宇，为昆都仑召历代活佛闭关修行之所，文化大革命期间被拆毁，此后一直未修复。2005年5月初，昆都仑召庙管会同民族宗教部门在即将修复的庚毗庙前检查时，发现庚毗庙的地宫已被盗掘，随即报案。[5]
- 天王殿
- 哈萨尔庙
- 小独贡：在朝克沁独贡的东北侧，有一座与朝克沁独贡式样完全相同，但规模很小的小独贡，已毁于文化大革命。[2]
- 王爷府：小独贡东侧是王爷府，独门独院，其内有一座二层藏式楼阁，为昆都仑召独有。清朝时，旗王爷办事及礼佛后，可在此下榻，院内设有马厩。[2]
- 藏经塔
- 加巴（后勤处）
- 同音庙
- 小角亭[3]